# Route nationale 93 (Estonie)
Pour les articles homonymes, voir Route nationale 93.
La route nationale 93 (Tugimaantee 93) est une route nationale estonienne reliant Kohtla-Järve à Täkumetsa (en). Elle mesure 10,7 km.

## Tracé
- Comté de Viru-Est
  - Kohtla-Järve
  - Järve
  - Paate (en)
  - Kukruse
  - Täkumetsa (en)